# Георги Пенев (актьор)
Вижте пояснителната страница за други личности с името Георги Пенев.
Георги Иванов Пенев е български драматичен актьор, заслужил артист.

## Биография и творчество
Георги Пенев е роден на 12 ноември 1934 г. в село Спасово, Чирпанско. Завършва актьорско майсторство във ВИТИЗ през 1958 г. в класа на Николай Масалитинов.
Бил е артист в театъра в Димитровград /1958 – 1964 г./ и в Пловдив от 1964 г. Изгражда жизнено и емоционално правдиви образи. Участва в пиесите: „Ромео и Жулиета“ от У. Шекспир, „Господин Пунтила и неговият слуга Мати“ от Б. Брехт, „Фалшивата монета“ от М. Горки, „Гнездото на глухаря“ от В. Розов, „Аз виждам слънцето“ от Нодар Думбадзе и Гига Лордкипанидзе, „Почивка в Арко Ирис“ от Д. Димов, „Грешката на Авел“ от Е.Манов, „Чичовци“ по Иван Вазов, „Босилек за Драгинко“ от К. Илиев, „Истините трябва да се разбуждат“ от Г. Василев и др. Георги Пенев участва в ролята на Н. Геров в телевизионния игрален филм „Руският консул“ /1981 г./
Играе в Телевизионния театър и в Радиотеатъра. От 1966 г. ръководи театралния състав при Дома на транспортните работници в гр. Пловдив. 
Георги Пенев умира на 22 март 2000 г. в Пловдив. 

## Отличия
- Заслужил артист

## Телевизионен театър
- „Равна на четири Франции“ (1986) (Александър Мишарин)
- „Протокът съществува“ (1984) (Еманюел Роблес)
- „Четири капки“ (1984) (Виктор Розов)
- „Последният танц“ (1982) (Лозан Стрелков)
- „Магелан“ (1982) (Еманюел Роблес)
- „Иван Шишман“ (1981) (Камен Зидаров) – Иван Шишман

## Филмография
- Пазачът на планетата (2-сер. тв, 1989)
- Беглец (1987)
- Руският консул (2-сер. тв, 1981) – руският консул Найден Геров
- Шосе Е-107 (тв, 1974)